# Lorenz Blank
Lorenz Blank (* 2. Mai 1862 in Bernterode, Landkreis Heiligenstadt; † 26. November 1922 in Hildesheim) war ein deutscher, römisch-katholischer Arbeitersekretär und Politiker (Zentrum). Er war Mitglied der Weimarer Nationalversammlung und Mitglied des hannoverschen Provinziallandtags.

Lorenz Blank

## Leben
Lorenz Blank arbeitete nach der Volksschule in Bergwerken und Fabriken. Anschließend machte er eine Maurerlehrer und verdiente sich bis 1904 als Maurergeselle seinen Lebensunterhalt. Er war Leiter der Allgemeinen Ortskrankenkasse Hildesheim und engagierte sich seit 1895 in der katholischen Arbeiterbewegung und der christlichen Gewerkschaft. Seit Oktober 1905 war Blank hauptberuflich Arbeitersekretär für den Hildesheimer christlichen Gewerkschaftsbund. Er gehörte 1920 dem Bezirksvorstand Hildesheim der Zentrumspartei und der Windthorstbunde an. Seit 1911 fungierte der christliche Gewerkschafter als unbesoldeter Senator der Stadt Hildesheim. Blank gehörte von 1919 bis 1920 für die Zentrumspartei der Weimarer Nationalversammlung an und ab 1921 dem hannoverschen Provinziallandtag.